# サッポロ 開拓使麦酒仕立て
サッポロ 開拓使麦酒仕立て（サッポロ かいたくし ばくしゅじたて）は、サッポロビール（以下、企業名については「サッポロ」と表記）とファミリーマート（以下、「ファミマ」）が共同開発し、2021年に数量限定で発売された缶ビールである。パッケージの誤記により一度は発売中止を決定したが、多くの消費者から寄せられた要望により中止を撤回して販売され、食品ロスが回避された事例となった。

## パッケージ
350ml缶と500ml缶の2種類が販売された。デザインは赤レンガをイメージしたえんじ色を基調とし、表面・裏面にクリーム色の円形のラベルが描かれている。ラベルを左右に「開拓使麦酒仕立て」のロゴが書かれたリボンが横切り、その上半分に金色の★印、下半分に民営化後の札幌ビール製麦所のイラストが描かれた。「開拓使麦酒仕立て」のリボンの下部左右に「LAGAR」「BEER」と書かれた小さなリボンが添えられたが、「ラガービール」の正しいスペルは「LAGER」であった。

## 発売中止と撤回
2021年1月5日のサッポロのプレスリリースで、同年1月12日よりファミマ約16,300店で数量限定発売する旨が発表されたが、パッケージの誤記を受け、「商品のパッケージもお客さまに提供する品質の一つ」であるとして1月8日に発売中止が発表された。
中身の品質には問題がなく、サッポロではできるだけ廃棄が出ないよう検討したが、発売中止決定時点ではすでに缶に詰められた状態であった。食品ロス問題を扱うジャーナリストの井出留美がFacebookで取り上げたところ、スポーツ用品メーカーモルテンの広報室長から「EじゃなくてもAじゃないか!キャンペーン」のアイデアが寄せられた。Twitterでも「#EじゃなくてもAじゃないか」のハッシュタグを付けたツイートが相次いで投稿され、お客様相談室には多くの消費者からこのビールの販売を求める声が寄せられた。
参議院議員の竹谷とし子は食品表示法を所管する消費者庁および酒税の保全及び酒類業組合等に関する法律の所管官庁である国税庁にそれぞれ確認したところ、いずれの法律にも抵触しないとの回答が得られた。サッポロも関連法規を確認し、所轄官庁とも相談の上で、販売することに問題ないと判断。発売中止のリリースから成人の日の連休を挟んだ5日後の1月13日に、サッポロ・ファミマの両社より発売中止を撤回し、2月2日に発売を開始することが発表された。この件については食品ロス削減に取り組む消費者庁も関心を寄せており、1月21日にサッポロ社長の高島英也が消費者庁を訪ね、井上信治消費者担当大臣に直接面会して経緯を報告した。
本件について、市場調査会社の日本トレンドリサーチが1月17日から18日にかけて2200人を対象にアンケート調査を行ったところ、食品・飲料のパッケージの商品名に誤記があった場合に製造元が廃棄することについて86.0%が「もったいない」と回答。自分が買うつもりだった食品・飲料のパッケージに商品名の誤記があった場合、36.1%が「購入する」、54.8%が「値引きなど条件によっては購入する」と回答し、「購入しない」は9.1%にとどまった。

## 製法と味
麦芽とホップのみを原料とした麦芽100%生ビールである。サッポロの公式サイトによると、開拓使麦酒醸造所で行われていた3回煮沸製法で濃厚な麦汁を作ることにより、しっかりとした飲みごたえと、深く豊かな味わいに仕上げたとしている。
アルコール度数は6%で、ヱビスビールや黒ラベルの5%に比べ高めであり、サッポロ冬物語とは同度数である。